# Diplectrona papuana
Diplectrona papuana är en nattsländeart som beskrevs av Kumanski 1979. Diplectrona papuana ingår i släktet Diplectrona och familjen ryssjenattsländor. Inga underarter finns listade i Catalogue of Life.